# Căpâlna
Căpâlna é uma comuna romena localizada no distrito de Bihor, na região histórica da Crișana (parte da Transilvânia). A comuna possui uma área de 54.89 km² e sua população era de 1814 habitantes segundo o censo de 2007.